# Модровец
Модровец је насељено место у саставу општине Горња Стубица у Крапинско-загорској жупанији, Хрватска. До територијалне реорганизације у Хрватској налазио се у саставу старе општине Доња Стубица.

## Становништво
На попису становништва 2011. године, Модровец је имао 363 становника.

## Попис1991.
На попису становништва 1991. године, насељено место Модровец је имало 400 становника, следећег националног састава:
| Попис 1991.‍ | Попис 1991.‍ | Попис 1991.‍ | Попис 1991.‍ | Попис 1991.‍ |
| ----------- | ----------- | ----------- | ----------- | ----------- |
|             |             |             |             |             |
| Хрвати      | Хрвати      |             | 399         | 99,75%      |
| непознато   | непознато   |             | 1           | 0,25%       |
| укупно: 400 |             |             |             |             |